# دون باترسون (مدير فني)
دون باترسون (بالإنجليزية: Don Patterson)‏ هو مدير فني أمريكي، ولد في 10 ديسمبر 1950 في كورسيكانا في الولايات المتحدة.